# Réserve naturelle de Luitemaa
La réserve naturelle de Luitemaa est une réserve naturelle située au sud-ouest de l'Estonie dans le comté de Pärnu.

## Géographie

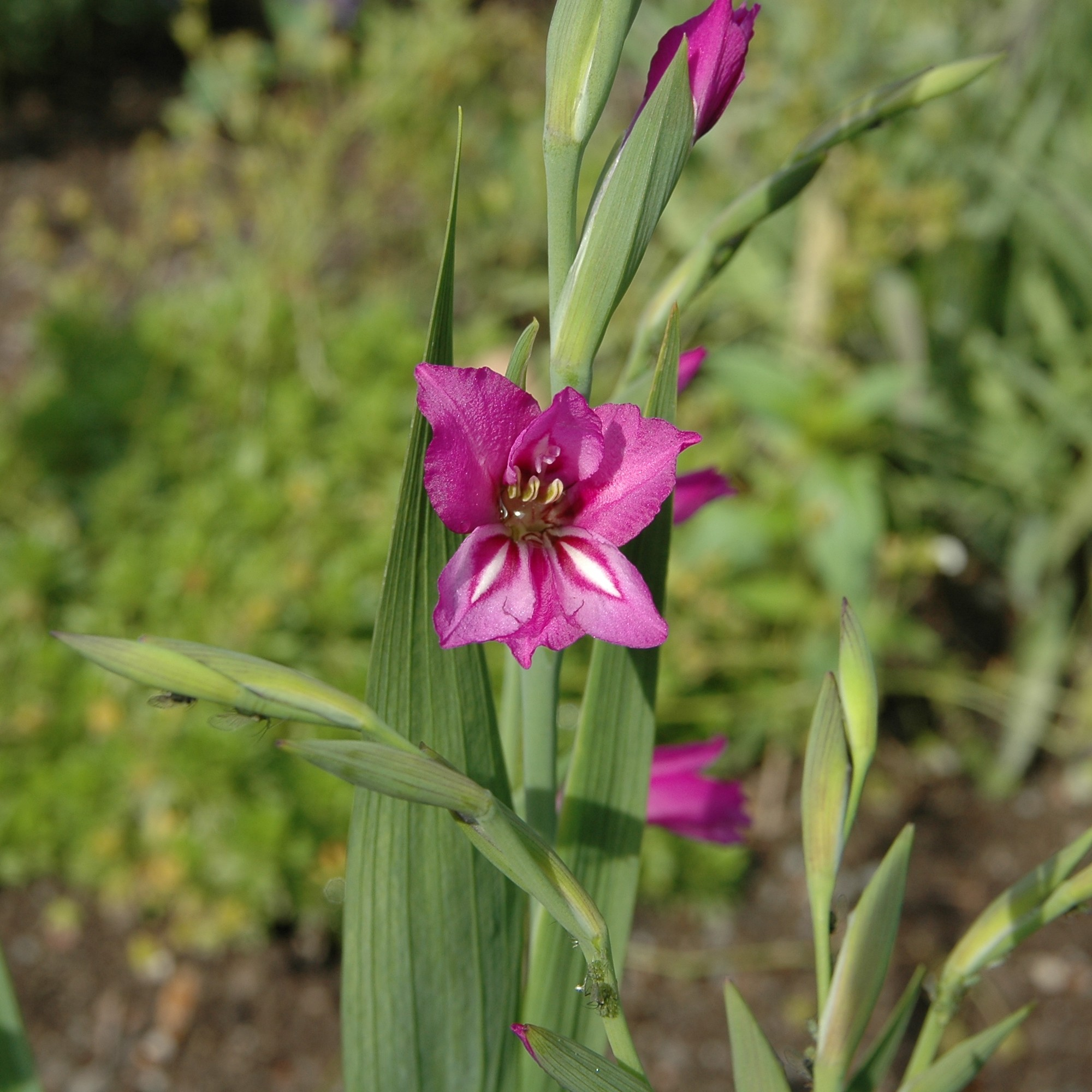
Glaïeul imbriqué (Gladiolus imbricatus) présent dans la réserve naturelle de Luitemaa.

La réserve naturelle de Luitemaa est située sur la côte et affiche ainsi une grande diversité de milieux naturels, comme par exemple les prairies côtières où les oiseaux sont prépondérants, les dunes de sable post-glaciaires couvertes par une forêt de pins, mais aussi les grandes tourbières. Parmi les plantes et les animaux recensés dans la réserve, on peut mentionner le Glaïeul imbriqué (Gladiolus imbricatus) et le Crapaud calamite.
La réserve comporte plusieurs installations permettant aux visiteurs d'observer plus facilement la nature, telles qu'une tour d'observation des oiseaux ou encore un sentier naturel.

## Classement
La réserve fait partie du réseau Natura 2000. En outre, elle constitue un site Ramsar depuis le 27 janvier 2010 et elle est une zone importante pour la conservation des oiseaux.